# Bajagić
Bajagić és un poble del municipi de Sinj (comtat de Split-Dalmàcia, Croàcia), prop de la frontera amb Bòsnia i Hercegovina. El 2011 tenia 562 habitants. La parròquia fou creada el 1780, després del final del domini otomà.